# گورستان مالک ابراهیم ده کهنه
قبرستان مالک ابراهیم ده کهنه مربوط به دوره صفوی است و در شهرستان مرودشت، بخش کامفیروز، دهستان کامفیروز شمالی، غرب روستای ده کهنه واقع شده و این اثر در تاریخ ۳۰ بهمن ۱۳۸۶ با شمارهٔ ثبت ۲۰۹۵۳ به‌عنوان یکی از آثار ملی ایران به ثبت رسیده است.